# Hans Hartvig Seedorff
Hans Hartvig Seedorff (ursprungligen Seedorff Pedersen), född den 12 augusti 1892 i Århus, död den 19 januari 1986, var en dansk författare och radioman.
Efter studentexamen 1911 var han i flera år anställd vid olika tidningsredaktioner. 1919–1920 genomförde han en resa jorden runt. Seedorff blev populär med sina många diktsamlingar och hans huvudteman är
kärleken, vinet och naturen. Han har också skrivit prosa, en del noveller och reseböcker.
Seedorff mottog Emma Bærentzens Legat (1930) och Läkerols kulturpris (1957).